# Domingo Caycedo
Domingo de y Caycedo Sanz de Santamaría (4 de agosto de 1783 - 1 de julho de 1843) foi um político colombiano que serviu como vice-presidente da Colômbia e da República de Nova Granada, e devido à ausência dos presidentes, ele mesmo serviu como Presidente de um total de onze vezes, tornando-se a pessoa que serviu mais vezes como presidente da Colômbia.

## Biografia
Nasceu em 4 de agosto de 1783 em Santa Fé de Bogotá, estudou no Colegio Mayor de Nuestra Señora del Rosario (hoje conhecido como Universidade Del Rosário) em Bogotá, sendo formado em direito.
Viajou para a Espanha onde serviu no Exército de Napoleão, e mais tarde trabalhou no Congresso Espanhol.
Foi governador de Neiva sendo nomeado em 1827, em 1829 foi secretário do interior da Colômbia, em 1830 foi secretário de estado, mais tarde foi presidente do Supremo Tribunal Federal.
Em 1830, assumiu como presidente interino substuíndo Simón Bolívar, que tinha deixado o cargo por questões de saúde, deixando o cargo em 13 de junho de 1830.